# Qoqmončaq
Qoqmončaq je jazyk, kterým mluví asi 200 lidí v ČLR v provincii Sin-ťiang. Vznikl smíšením tří jazyků-kazaštiny, mongolštiny a evenkijštiny. 